# Ensiferophasma velociraptor
Ensiferophasma velociraptor  (лат.) — ископаемый вид мантофазмид (Mantophasmatodea) из отряда тараканосверчков. Единственный вид рода Ensiferophasma и семейства Ensiferophasmatidae. Эоцен балтийского янтаря.

## Описание
Длина единственной обнаруженной в куске балтийского янтаря нимфы самца 2,33 мм. От других мантофазмид отличается крупными глазами (около 250 омматидий), расположенными в задней части головы, длинными усиками, в несколько раз превосходящими размеры всего тела (их длина более 8 мм), увеличенными прыгательными задними ногами. Голова ортогнатическая, гладкая. Оцеллий нет. Лоб выступающий, образует широкий киль между основаниями усиков.
Ensiferophasma velociraptor так же, как и ранее описанный ископаемый вид Raptophasma kerneggeri, был найден в балтийском янтаре и в 2005 году выделен в новое семейство, которое отнесли к отряду — мантофазмиды (ныне в статусе подотряда в составе отряда тараканосверчков).

## Этимология
Родовое название Ensiferophasma было составлено на основе двух слов: Ensifero (сходство с длинноусыми прямокрылыми, Ensifera) и Phasma, от др.-греч. φάσμα — «привидение», «призрак», «фантом» (сходство с палочниками, Phasmatodea) и обычно используемое для именования родов мантофазмид. Видовое название E. velociraptor было составлено на основе латинских слов velox и raptor.